# Oleandra ejurana
Oleandra ejurana är en ormbunkeart som beskrevs av Charles Dennis Adams. Oleandra ejurana ingår i släktet Oleandra och familjen Oleandraceae. Inga underarter finns listade.